# Gare de Villers-sur-Mer
Gare de Villers-sur-Mer vasútállomás Franciaországban, Villers-sur-Mer településen.

## Vasútvonalak
Az állomást az alábbi vasútvonalak érintik:
- Mézidon-Trouville-Deauville-vasútvonal

## Kapcsolódó állomások
A vasútállomáshoz az alábbi állomások vannak a legközelebb:
- Gare de Houlgate
- Gare de Blonville-sur-Mer - Benerville